# Carsten Anker

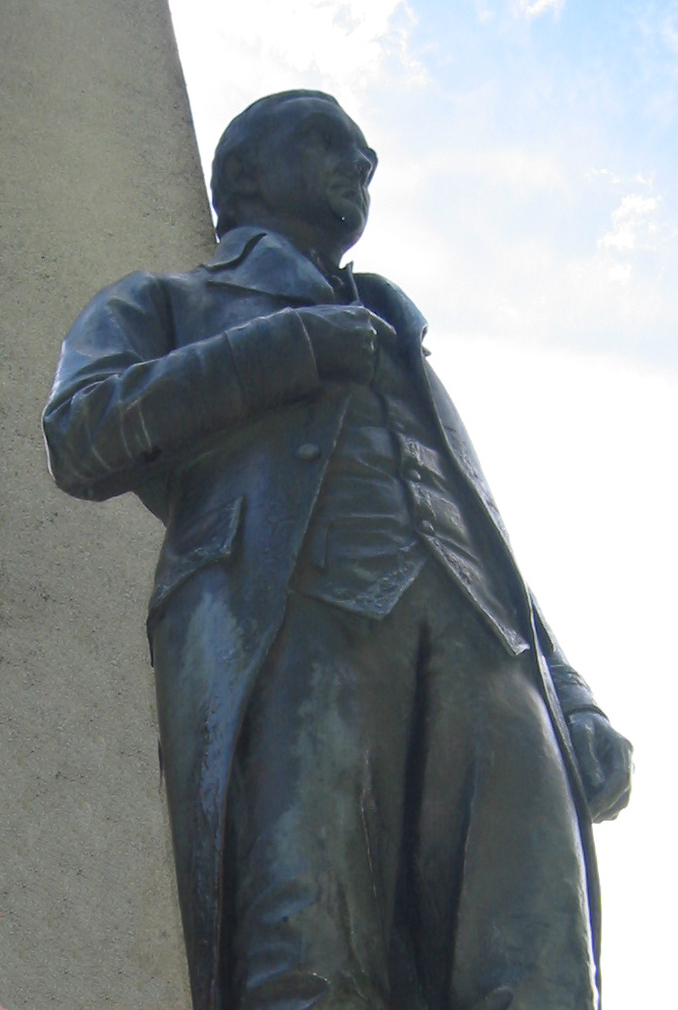
Estatua de Carsten Anker por Eidsvollsbygningen en Eidsvoll.

Carsten Tank Anker (17 de noviembre de 1747 — 13 de marzo de 1824) fue un empresario noruego, empleado público y político. Fue el propietario del edificio en el que se reunió originalmente la Asamblea Nacional (Riksforsamlingen) de Noruega. Desde entonces se le dio a este sitio el nombre de Eidsvollsbygningen.
En 1788 Anker sirvió de guía en Dinamarca a su amigo Francisco de Miranda, con quien había viajado desde Noruega. Él ayudó a Miranda a promover un mejor trato a los prisioneros de las cárceles danesas.

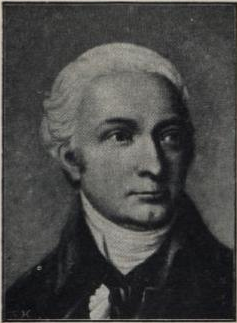
Carsten Anker dibujado por Christian Horneman.